# Gambia op de Olympische Zomerspelen 2024
Gambia nam deel aan de Olympische Zomerspelen 2024 in Parijs, Frankrijk.
Het Nationaal Olympisch Comité van Gambia heeft Ebrima Jawara aangesteld als hoofd van de missie van het team in Parijs.

## Aantal deelnemers
Hieronder volgt een overzicht van de atleten die zich kwalificeerden voor de Olympische Zomerspelen van 2024.
| Sport     | Mannen | Vrouwen | Totaal |
| --------- | ------ | ------- | ------ |
| Atletiek  | 1      | 2       | 3      |
| Judo      | 1      | 0       | 1      |
| Taekwondo | 1      | 0       | 1      |
| Zwemmen   | 1      | 1       | 2      |
| Totaal    | 4      | 3       | 7      |

## Deelnemers en resultaten

### Atletiek

#### Loopnummers
Mannen
| atleet        | onderdeel | voorronde | voorronde | series | series | herkansingen | herkansingen | halve finale   | halve finale   | finale         | finale         |
| atleet        | onderdeel | tijd      | rang      | tijd   | rang   | tijd         | rang         | tijd           | rang           | tijd           | rang           |
| ------------- | --------- | --------- | --------- | ------ | ------ | ------------ | ------------ | -------------- | -------------- | -------------- | -------------- |
| Ebrima Camara | 100 m     | 10,29     | 1 Q       | 10,21  | 4      | n.v.t.       | n.v.t.       | niet geplaatst | niet geplaatst | niet geplaatst | niet geplaatst |

Vrouwen
| atlete      | onderdeel | voorronde | voorronde | series     | series | herkansingen | herkansingen | halve finale   | halve finale   | finale         | finale         |
| atlete      | onderdeel | tijd      | rang      | tijd       | rang   | tijd         | rang         | tijd           | rang           | tijd           | rang           |
| ----------- | --------- | --------- | --------- | ---------- | ------ | ------------ | ------------ | -------------- | -------------- | -------------- | -------------- |
| Gina Bass   | 100 m     | bye       | bye       | 11,01      | 1 Q    | n.v.t.       | n.v.t.       | 11,10          | 3              | niet geplaatst | niet geplaatst |
| Gina Bass   | 200 m     | n.v.t.    | n.v.t.    | 22,84      | 3 Q    | bye          | bye          | 22,64          | 4              | niet geplaatst | niet geplaatst |
| Sanu Jallow | 800 m     | n.v.t.    | n.v.t.    | 2.03,91 NR | 7 H    | 2.04,44      | 6            | niet geplaatst | niet geplaatst | niet geplaatst | niet geplaatst |

### Judo
Mannen
| atleet    | onderdeel | eerste ronde         | tweede ronde         | derde ronde          | kwartfinale          | halve finale         | herkansing           | finale / BM          | finale / BM    |
| atleet    | onderdeel | tegenstander uitslag | tegenstander uitslag | tegenstander uitslag | tegenstander uitslag | tegenstander uitslag | tegenstander uitslag | tegenstander uitslag | rang           |
| --------- | --------- | -------------------- | -------------------- | -------------------- | -------------------- | -------------------- | -------------------- | -------------------- | -------------- |
| Faye Njie | −73 kg    | n.v.t.               | Cases V 00 - 10      | niet geplaatst       | niet geplaatst       | niet geplaatst       | niet geplaatst       | niet geplaatst       | niet geplaatst |

### Taekwondo
Mannen
| atleet     | onderdeel | kwalificatie         | eerste ronde         | kwartfinale          | halve finale         | herkansing           | finale / BM          | finale / BM    |
| atleet     | onderdeel | tegenstander uitslag | tegenstander uitslag | tegenstander uitslag | tegenstander uitslag | tegenstander uitslag | tegenstander uitslag | rang           |
| ---------- | --------- | -------------------- | -------------------- | -------------------- | -------------------- | -------------------- | -------------------- | -------------- |
| Alasan Ann | +80 kg    | bye                  | Šapina V 0 - 2       | niet geplaatst       | niet geplaatst       | niet geplaatst       | niet geplaatst       | niet geplaatst |

### Zwemmen
Mannen
| atleet      | onderdeel       | series | series | halve finale   | halve finale   | finale         | finale         |
| atleet      | onderdeel       | tijd   | rang   | tijd           | rang           | tijd           | rang           |
| ----------- | --------------- | ------ | ------ | -------------- | -------------- | -------------- | -------------- |
| Ousman Jobe | 50 m vrije slag | 26,97  | 61     | niet geplaatst | niet geplaatst | niet geplaatst | niet geplaatst |

Vrouwen
| atlete         | onderdeel        | series  | series | halve finale   | halve finale   | finale         | finale         |
| atlete         | onderdeel        | tijd    | rang   | tijd           | rang           | tijd           | rang           |
| -------------- | ---------------- | ------- | ------ | -------------- | -------------- | -------------- | -------------- |
| Aminata Barrow | 100 m schoolslag | 1.15,12 | 36     | niet geplaatst | niet geplaatst | niet geplaatst | niet geplaatst |